# Jishou (socken i Kina)
Jishou (kinesiska: 吉首, 吉首乡) är en socken i Kina. Den ligger i provinsen Hunan, i den södra delen av landet, omkring 320 kilometer väster om provinshuvudstaden Changsha.
Genomsnittlig årsnederbörd är 1 848 millimeter. Den regnigaste månaden är maj, med i genomsnitt 327 mm nederbörd, och den torraste är januari, med 41 mm nederbörd.